# Анабель Бюкар
Анабель Бюкар (англ. Annabelle Bucar), іноді помилково вказана Анабел Бакард (1915, Клертон, Пенсільванія, США — 1998, Москва) — американська розвідниця. Співробітниця Держдепартаменту й Управління стратегічних служб США, працювала в американському посольстві в Москві і прохала політичного притулку в СРСР у 1949 році.

## Біографія
Народилася 7 лютого 1915 року в місті Клертон, штат Пенсильванія, в родині бідного фермера — іммігранта з Югославії Івана Бюкара, який, втративши дружину, годував понад 10 своїх дітей.
Після закінчення Піттсбурзького університету пішла на державну службу. Бажаючи взяти участь у війні проти нацистської Німеччини, прийняла пропозицію роботи в розвідці військово-повітряного флоту США. Потім переведена на службу в основну американську розвідувальну організацію — Управління стратегічних служб, де отримала призначення у відділ «іноземних національностей» УСС. Два роки пропрацювала в Бюро військової інформації.
З 1946 працювала клерком американського посольства в СРСР, в Бюро по збору інформації, у тому числі для ілюстрованого російськомовного журналу «Америка».
В лютому 1948 року Бюкар оголосила про шлюб з солістом Московського театру оперети Борисом Лапшиним (1910 р. н.) і бажання залишитися в СРСР, попросила політичного притулку. З її заяви: «Це хороші люди… вони роблять все можливе, аби зробити цей світ кращим місцем для життя». Насправді це була добре спланована спецоперація МГБ, яку очолив особисто генерал-лейтенант Райхман, що спеціалізувався на оперативних комбінаціях.
У 1949 році в Москві у видавництві «Літературної газети» вийшла пропагандистська книга «Правда про американських дипломатів», підготовлена від імені Анабель Бюкар радянськими спецслужбами, де представлена вельми неприваблива картина американського посольства в Москві як збіговиська аморальних дегенератів, зациклених на антирадянській параної і які «роблять все від них залежне, щоб викликати світову катастрофу». Також викривалася їх шпигунська і спекулянтська діяльність, неприємно схарактеризоваі багато співробітників посольства: Джордж Кеннан, Лой Гендерсон та ін., в руках яких, як стверджувалося в книзі, цілком перебувала доля радянсько-американських відносин. Книга стала однією з перших радянських антиамериканських публікацій періоду холодної війни.
Бюкар отримала радянське громадянство, квартиру в Москві і роботу дикторкою на радіо. Історія мала гучний розголос і в рамках пропагандистського протистояння «холодної війни» навіть екранізацована (проти волі самої Бюкар, яка категорично не хотіла цього). Режисерові Олександру Довженку було доручено екранізувати книгу (на головну роль Анни Бедфорд була запрошена Лілія Гриценко). Однак фільм «Прощавай, Америко!» не виходив, неодноразово перероблявся і в березні 1951 року був остаточно закритий. Мабуть, цей факт став основою для чуток, що Анабель Бюкар повернулася в США і тому «Кращий друг радянських кінематографістів Йосип Сталін наказав фільм про цю американку закинути на найдальшу полицю».
Насправді Бюкар залишилася з родиною в Москві, народила сина, працювала дикторкою Головної редакції радіомовлення на США і Велику Британію Московського радіо під прізвищем Лапшина-Бюкар. У виступі 15 січня 1953 року Бюкар заявила: «Ця атмосфера миру, спокою і щастя в Радянському Союзі особливо благотворна в ці дні, коли військова пропаганда і воєнний психоз панує в багатьох країнах світу, я легко можу зрозуміти, як це все згубно діє на нерви та здоров'я простих людей».
Бюкар продовжувала контактувати з родичами в Америці, регулярно передзвонюючись з ними аж до 1990-х. Зі слів одного з її родичів, який спілкувався з нею телефоном, в 1990-х вона втратила свого сина в автокатастрофі, а також чоловіка (помер після цього). У 1995 Бюкар протестувала проти планів Володимира Дмитрієва, першого заступника Генерального директора Державного фонду кінофільмів РФ, відновити фільм «Прощавай, Америко!», але безуспішно.
Померла в Москві в 1998 році.

## Видання
- Аннабелла Бюкар. Правда об американских дипломатах. — М.: Издание «Литературной Газеты», 1949. — 132 с.
- Анабелла Бюкар, Ральф Паркер. Подлость союзников: Как Запад предавал Сталина. Перевод с английского С. Соколова [Архівовано 12 травня 2021 у Wayback Machine.]. — М.: Эксмо: Алгоритм, 2011.